# B.a.B.e.
Udruga B.a.B.e. - Budi aktivna. Budi emancipiran. nevladina je organizacija osnovana 1994. godine s ciljem promicanja ženskih ljudskih prava i osiguravanja jednakih mogućnosti za sve građane u svim područjima društvenog života u Republici Hrvatskoj. Aktivnosti udruge posebno su usmjerene na prevenciju i suzbijanje svih oblika rodno uvjetovanog nasilja, promicanje rodne ravnopravnosti te zastupanje i praćenje zakonodavnih procedura, javnih politika i provedbenih mjera.

## Aktivnosti
Aktivnosti organizacije strukturirane su oko četiri strateška programa koji su usklađeni s vizijom, misijom i strateškim ciljevima organizacije:
1. Rodna ravnopravnost,
2. Prevencija i suzbijanje rodno uvjetovanog nasilja,
3. Pružanje egzistencijalne zaštite i psihosocijalne podrške ženama žrtvama nasilja i njihovoj djeci u Vukovarsko-srijemskoj županiji (Sigurna kuća),
4. Zagovaranje i praćenje zakonodavnih procedura, javnih politika i provedbenih mjera u području ljudskih prava.

#### Rodna ravnopravnost
Program je započeo 2009. godine, s ciljem uključivanja rodne ravnopravnosti u sve nacionalne, regionalne i lokalne politike, korištenjem relevantnih metodologija (istraživanja, analize javnih politika, savjetovanja, praćenja provedbi) te podizanjem javne svijesti. Aktivnosti programa uključuju edukacije donositelja odluka o konceptu rodne ravnopravnosti i gender mainstreaming-a; monitoring, analizu i izvještavanje o rodnoj ravnopravnosti i nedostacima politika u tom pogledu te javne kampanje organizirane s ciljem podizanja javne svijesti o ključnim aspektima rodne neravnopravnosti.

#### Prevencija i suzbijanje rodno uvjetovanog nasilja
Program je nastavak i širenje opsega aktivnosti programa Legaline koji je pokrenut u drugoj polovini 1995. i jedan je od najstarijih programa organizacije. Svrha programa je pružanje pravne i psihosocijalne pomoći žrtvama nasilja te utvrđivanje manjkavosti u postojećem zakonodavstvu i/ili propuste u provedbi odgovornih institucija kroz direktnu komunikaciju s građanima/kama. U okviru programa uspostavljeno je pravno i psihološko savjetovalište (besplatno za sve građane/ke), vode se strateški sporovi, radi se monitoring i prati utjecaj na formuliranje javnih politika i zakona u području rodno uvjetovanog nasilja.

#### Pružanje egzistencijalne zaštite i psihosocijalne podrške ženama žrtvama nasilja i njihovoj djeci u Vukovarsko-srijemskoj županiji (Sigurna kuća)
U sklopu programa, od 2008. godine, djeluje Sigurna kuća Vukovarsko-srijemske županije s vrlo specifičnim ciljevima i ženama žrtvama nasilja (s djecom ili bez djece) kao ciljanom skupinom. U Sigurnoj kući pruža se istovremeno smještaj za 20 korisnica s područja čitave Hrvatske. Kuća je odlično opremljena i vrhunski osigurana, što uvelike doprinosi osjećaju egzistencijalne sigurnosti korisnica i djece. Maksimalno trajanje boravka je godinu dana. Stručne suradnice ulažu velike napore kako bi se u tom razdoblju žrtvama nasilja pružila adekvatna pomoć u prevladavanju proživljenih trauma i vraćanju samopouzdanja tijekom procesa osamostaljenja, odnosno pronalaska zaposlenja i stana.

#### Zagovaranje i praćenje zakonodavnih procedura, javnih politika i provedbenih mjera u području ljudskih prava
Cilj ovog programa je povećanje utjecaja koncepta ljudskih prava na legislativu i praksu u području borbe protiv diskriminacije te u području zaštite prava na javno izražavanje i slobodu mišljenja, okupljanja i sl. B.a.B.e. su u javnosti prepoznate kao organizacija za ženska ljudska prava, ali i kao organizacija koja reagira na sve oblike povreda ljudskih prava.

## Projekti

### 2022.
- Dana 1. lipnja 2022. godine započela je provedba projekta puSHEd – Protect, Understand, Support: Help the Elderly. Projekt provodi udruga B.a.B.e. u partnerstvu s Gradom Zagrebom, domom Duga Zagreb i zakladom Zajednički put te uz podršku Pučke pravobraniteljice,[1] Udruge za podršku žrtvama i svjedocima i Europske socijalne mreže.Cilj projekta je prevencija i suzbijanje rodno uvjetovanog nasilja prema ženama starije životne dobi razvojem rodno specifičnih odgovora u pružanju podrške žrtvama i podizanjem kapaciteta relevantnih dionika sustava zaštite i podrške. Također, projekt je usmjer na podizanje svijesti opće populacije i poboljšanje odgovora zajednice na rodno uvjetovano nasilje prema starijim ženama pri čemu se prvenstveno podrazumijeva veći broj prijava nasilja te prevencija istog.[2]
- Pokretanje nacionalne kampanje osvještavanja o online nasilju prema ženama - u suradnji s Agencijom za elektroničke medije[3] tijekom lipnja provodila se kampanja osvještavanja javnosti o rodno uvjetovanom online nasilju prema ženama. Središnji dio kampanje čine video i radijski spotovi te billboard plakati kojima se želi upozoriti na „posljedicu“ objavljivanja intimnih snimki bez pristanka, koja je za počinitelje - i do tri godine kazne zatvora.[4]

### Arhiva projekata
- 2013. – 2021.[5]

## Vanjske poveznice
- https://babe.hr/
- https://trebam-savjet.com/
- https://www.esn-eu.org/ - europska socijalna mreža
- https://www.zagreb.hr/ - službene stranice Grada Zagreba
- https://pzs.hr/ - Udruga za podrška žrtvama i svjedocima
- https://www.zajednickiput.hr/  Arhivirana inačica izvorne stranice od 9. kolovoza 2022. (Wayback Machine) - zaklada Zajednički put
- https://www.duga-zagreb.hr/ - dom za djecu i odrasle žrtve nasilja u obitelji
- https://www.ombudsman.hr/hr/ - ured Pučke pravobraniteljice
- https://www.aem.hr/ - Agencija za elektroničke medije
- https://www.zeneimediji.hr/